# Anthony Šerić
Anthony Šerić (Sydney, 15 januari 1979), ook wel bekend als Ante Šerić, is een Kroatisch-Australisch gewezen voetballer. Hij speelde als laatst als linksback bij het Portugese SC Olhanense.

## Clubcarrière
Šerić begon zijn profloopbaan in 1997 bij Hajduk Split in Kroatië. In 1999 vertrok hij naar Italië, waar de verdediger bij Hellas Verona ondertekende. Šerić uiteindelijk vijf jaar onder contract bij Hellas Verona. Van 2002 tot en met 2003 speelde de Kroaat op huurbasis bij Brescia Calcio. Vervolgens werd de Kroatische verdediger ook nog uitgeleend aan AC Parma in 2003. Hier bleef hij een jaar. Daarna speelde Šerić twaalf maanden voor SS Lazio. In 2005 werd Šerić gecontracteerd door Panathinaikos FC, waar hij in 2008 vertrok om voor Beşiktaş JK te gaan spelen. Een half jaar later keerde hij terug naar Hajduk Split. Van 2010 tot en met 2013 kwam hij uit voor Karabükspor. De Kroaat scoorde zijn eerste en enige goal voor de Turkse club op 14 november 2010. Ondanks de goal van Šerić, verloor de Turkse voetbalclub voor de vierde keer dat seizoen. Daarna vertrok de Kroaat naar Portugal, naar de eersteklasser SC Olhanense. In Portugal ondertekende Šerić een eenjarig contract met de Leões de Olhão. Op 15 maart 2014, besloten Šerić en SC Olhanense gezamenlijk uit elkaar te gaan, waarna de in Australië geboren Kroaat zijn voetbalschoenen aan de wilgen hing. Hij speelde in totaal vier wedstrijden voor de Portugezen.

## Interlandcarrière
Op basis van zijn afkomst kwam Šerić in aanmerking voor zowel het Australisch voetbalelftal als het Kroatisch nationaal elftal. De in Australië geboren Kroaat koos uiteindelijk voor Kroatië. Šerić speelde zestien interlands voor de Vatreni. Hij debuteerde voor Kroatië op 29 mei 1998 tegen Slowakije in Pula. De Kroaten verloren de thuiswedstrijd met 1-2. Šerić kreeg veertig minuten speeltijd in deze wedstrijd. In september 2003 kwam Šerić in opspraak nadat hij de toenmalige Kroatische bondscoach, Otto Barić, had beledigd tijdens een interview met de Kroatisce krant Slobodna Dalmacija. Šerić nam zijn woorden later terug, maar Barić besloot toch om de verdediger niet meer op te roepen voor de nationale ploeg. De opvolger van Barić, Zlatko Kranjčar, stuurde in 2005 een oproep naar de 'vergeten' verdediger. Hierdoor speelde Šerić voor het eerst weer sinds twee jaar voor de nationale ploeg. Hij behoorde tot de selecties voor het wereldkampioenschap in 1998, wereldkampioenschap in 2002 en het wereldkampioenschap in 2006, maar de verdediger speelde op alle drie de wereldkampioenschappen geen enkele wedstrijd. Na het wereldkampioenschap in Duitsland beëindigde Šerić zijn interlandloopbaan in juni 2007, vanwege een conflict met toenmalig bondscoach Slaven Bilić. Šerić was ontevreden over zijn status in het elftal en Bilić besloot om Šerić te laten vertrekken. Zijn laatste wedstrijd voor Kroatië speelde Šerić op 6 september 2006 tegen Rusland.

## Erelijst
Beşiktaş JK
- Süper Lig (1): 2008/09
- Turkse voetbalbeker (1): 2008/09

## Statistieken

### Internationale wedstrijden
| №                                     | Datum                           | Locatie                         | Wedstrijd                       | Uitslag                         | Competitie                      | Goals                           |
| Als speler van HNK Hajduk Split       | Als speler van HNK Hajduk Split | Als speler van HNK Hajduk Split | Als speler van HNK Hajduk Split | Als speler van HNK Hajduk Split | Als speler van HNK Hajduk Split | Als speler van HNK Hajduk Split |
| ------------------------------------- | ------------------------------- | ------------------------------- | ------------------------------- | ------------------------------- | ------------------------------- | ------------------------------- |
| 1.                                    | 29 mei 1998                     | ŠRC Uljanik Veruda, Pula        | Kroatië – Slowakije             | 1 – 2                           | Vriendschappelijk               | 0                               |
| 2.                                    | 3 juni 1998                     | Stadion Kantrida, Rijeka        | Kroatië – Iran                  | 2 – 0                           | Vriendschappelijk               | 0                               |
| 3.                                    | 6 juni 1998                     | Maksimirstadion, Zagreb         | Kroatië – Australië             | 7 – 0                           | Vriendschappelijk               | 0                               |
| 4.                                    | 13 juni 1999                    | Tangdaemun, Seoel               | Kroatië – Egypte                | 2 – 2                           | Vriendschappelijk               | 0                               |
| 5.                                    | 16 juni 1999                    | Tangdaemun, Seoel               | Kroatië – Mexico                | 2 – 1                           | Vriendschappelijk               | 0                               |
| 6.                                    | 19 juni 1999                    | Tangdaemun, Seoel               | Zuid-Korea – Kroatië            | 1 – 1                           | Vriendschappelijk               | 0                               |
| Als speler van Hellas Verona          |                                 |                                 |                                 |                                 |                                 |                                 |
| 7.                                    | 13 februari 2002                | Stadion Kantrida, Rijeka        | Kroatië – Bulgarije             | 0 – 0                           | Vriendschappelijk               | 0                               |
| 8.                                    | 17 april 2002                   | Maksimirstadion, Zagreb         | Kroatië – Bosnië en Herzegovina | 2 – 0                           | Vriendschappelijk               | 0                               |
| Als speler van Brescia Calcio         |                                 |                                 |                                 |                                 |                                 |                                 |
| 9.                                    | 12 februari 2003                | Poljudstadion, Split            | Kroatië – Polen                 | 0 – 0                           | Vriendschappelijk               | 0                               |
| 10.                                   | 30 april 2003                   | Råsundastadion, Stockholm       | Zweden – Kroatië                | 2 – 1                           | Vriendschappelijk               | 0                               |
| Als speler van AC Parma               |                                 |                                 |                                 |                                 |                                 |                                 |
| 11.                                   | 20 augustus 2003                | Portman Road, Ipswich           | Engeland – Kroatië              | 3 – 1                           | Vriendschappelijk               | 0                               |
| Als speler van Panathinaikos FC       |                                 |                                 |                                 |                                 |                                 |                                 |
| 12.                                   | 26 maart 2005                   | Maksimirstadion, Zagreb         | Kroatië – IJsland               | 4 – 0                           | WK-kwalificatie 2006            | 0                               |
| 13.                                   | 17 augustus 2005                | Poljudstadion, Split            | Kroatië – Brazilië              | 1 – 1                           | Vriendschappelijk               | 0                               |
| 14.                                   | 7 september 2005                | Ta' Qalistadion, Ta' Qali       | Malta – Kroatië                 | 1 – 1                           | WK-kwalificatie 2006            | 0                               |
| 15.                                   | 16 augustus 2006                | Stadio Armando Picchi, Livorno  | Italië – Kroatië                | 0 – 2                           | Vriendschappelijk               | 0                               |
| 16.                                   | 6 september 2006                | Lokomotivstadion, Moskou        | Rusland – Kroatië               | 0 – 0                           | EK-kwalificatie 2008            | 0                               |
| Totaal                                | Totaal                          | Totaal                          | Totaal                          | Totaal                          | Totaal                          | 0                               |
| Laatst bijgewerkt op 1 februari 2015. |                                 |                                 |                                 |                                 |                                 |                                 |